# Elisabeth van Hohenzollern
Elisabeth van Hohenzollern (tussen 1 mei en 29 september 1403 — Liegnitz, 31 oktober 1449) prinses van Brandenburg, was van 1436 tot 1443 hertogin van Brieg en van 1436 tot 1449 hertogin van Liegnitz. Ze behoorde tot het huis Hohenzollern.

## Levensloop
Elisabeth was de oudste dochter van keurvorst Frederik I van Brandenburg en Elisabeth van Beieren, dochter van hertog Frederik van Beieren-Landshut. 
Op 9 april 1418 huwde ze in Konstanz met hertog Lodewijk II van Brieg en Liegnitz. Uit hun huwelijk dat volgens verschillende bron zeer gelukkig was, werden vier kinderen geboren:
- Lodewijk (1419/1420 - 1435)
- Elisabeth (1426-1435)
- Magdalena (1430-1497), huwde in 1442 met hertog Nicolaas I van Opole
- Hedwig (1433-1471), huwde in 1445 met hertog Jan I van Lüben

Door de vroege dood van hun zoon Lodewijk, veranderde de politieke situatie in de hertogdommen Brieg en Liegnitz. Hierdoor was de neef van Lodewijk II, hertog Lodewijk III van Ohlau, zijn enige erfgenaam. Lodewijk II wilde echter niet dan zijn neef zijn volledige regeringsgebied zou erven en liet daarom zijn vrouw Elisabeth in zijn testament opnemen als erfgename van zijn regeringsgebied. Als een van de meest welvarende vorsten van zijn tijd, liet hertog Lodewijk II zijn vrouw en zijn dochters ook 30.000 rijngulden en 10.000 Boheemse groten na. Op 30 mei 1436 overleed Lodewijk II, waarna Elisabeth de volledige soevereiniteit over de districten Brieg, Liegnitz en Goldberg.
Op 17 februari 1439 hertrouwde Elisabeth met de twaalf jaar jongere hertog Wenceslaus I van Teschen (1413/1418 - 1474). Hierdoor verloor ze in feite haar rechten op de hertogdommen Brieg en Liegnitz, maar Elisabeth bleef de heerschappij over beide hertogdommen uitoefenen. 
In 1443 werd Elisabeth gedwongen om het hertogdom Brieg af te staan aan hertog Jan I van Lüben en hertog Hendrik X van Haynau. Beide broers, de zonen van de in 1441 overleden Lodewijk III van Ohlau, claimden de erfenis van hun oudoom Lodewijk II als wettige mannelijke erfgenamen en vonden dat Elisabeth de hertogdommen Brieg en Liegnitz illegaal regeerde. Om het verlies van het hertogdom Brieg te compenseren, besloot Elisabeth een alliantie met Jan I en Hendrik X te sluiten en in februari 1445 huwelijkte ze haar jongste dochter Hedwig uit aan hertog Jan I van Lüben.
Op het moment van het huwelijk van haar jongste dochter scheidde Elisabeth van haar tweede echtgenoot Wenceslaus I van Teschen na een zesjarig ongelukkig en kinderloos huwelijk. Vervolgens vestigde Elisabeth zich definitief in de slag Liegnitz, waar ze vier jaar later stierf. 
Kort na het overlijden van Elisabeth rebelleerde de lokale adel van het hertogdom Liegnitz tegen de Piastenregering. De adel zocht daarop hulp bij keizer Frederik III, die het hertogdom Liegnitz onder de volledige soevereiniteit van het koninkrijk Bohemen stelde. Pas in 1454 kon Elisabeths kleinzoon, hertog Frederik I van Liegnitz en enige zoon van haar dochter Hedwig, het hertogdom Liegnitz opnieuw in handen krijgen.